# توم سوليفان (لاعب كرة سلة)
توم سوليفان (18 أبريل 1950 - ) (بالإنجليزية: Tom Sullivan)‏ هو مدرب كرة سلة ولاعب كرة سلة أمريكي في مركز الوسط.

## وصلات خارجية
- توم سوليفان على موقع كلية كرة السلة في سبورتس رفرنس.كوم (الإنجليزية)
- توم سوليفان على موقع كلية كرة السلة في سبورتس رفرنس.كوم (الإنجليزية)